# 다쓰미즈촌
다쓰미즈촌(辰水村)은 미에현 아노군에 있던 촌이다. 현재의 쓰시 미사토정 북동부에 해당한다.

## 역사
- 1889년 4월 1일 - 정촌제 시행에 의해 아노군 다쓰미즈촌이 성립하였다.
- 1954년 10월 1일 - 나가노촌, 다카미야촌과 합병해 미사토촌이 성립하여,  동일 가타다촌은 폐지되었다.

## 참고문헌
- 가도카와 일본 지명 대사전 24 三重県